# شرکت توزیع نیروی برق تهران بزرگ
شرکت توزیع نیروی برق تهران بزرگ وظیفه تأمین برق حدود ۴٫۱ میلیون مشترک در محدوده‌ای به وسعت ۱۰۰۵ کیلومتر مربع در شهر تهران را بر عهده دارد. ساختمان ستادی این شرکت در شهرک والفجر تهران در مجاورت بزرگراه شهید همت واقع شده‌است وچهار مراکز ستادی را در تهران دارد.

## تاریخچه
به موجب قانون استقلال شرکت‌های توزیع نیروی برق مصوب مجلس شورای اسلامی، در تاریخ ۱ مهر ۱۳۸۶ شرکت توزیع نیروی برق تهران بزرگ تشکیل و از تاریخ ۱۵ آبان ۱۳۸۶ کلیه اختیارات، تأسیسات، داراییهای برق منطقه‌ای تهران در محدوده جغرافیایی شهر تهران به این شرکت منتقل شد.

## ساختار سازمانی
حوزه این شرکت به چهار حوزه معاونت‌های شمال‌شرق، شمال‌غرب، جنوبشرق و جنوب‌غرب با ۲۲ منطقه تقسیم شده‌است. علاوه بر این شرکت توزیع برق تهران بزرگ دارای معاونت هماهنگی، معاونت بهره‌برداری و دیسپاچینگ، معاونت برنامه‌ریزی، معاونت مهندسی، طرح برنامه و نظارت، معاونت  فروش و خدمات مشترکین، معاونت منابع انسانی و معاونت مالی و پشتیبانی نیز می‌باشد.

### معاونت‌های هماهنگی و نظارت و مناطق وابسته

#### محدوده شمال شرق
1. منطقه برق تهران‌پارس واقع در تهرانپارس خیابان فرجام بین فلکه دوم و بزرگراه باقری
2. منطقه برق نارمک واقع در خیابان دماوند نبش خیابان داودی (وحیدیه)
3. منطقه برق بوعلی واقع در خیابان دماوند روبروی بیمارستان بوعلی
4. منطقه برق شمیران واقع در میدان تجریش خیابان شهرداری جنب بیمارستان شهدای تجریش
5. منطقه برق پاسداران واقع در خیابان پاسداران بالاتر از چهارراه فرمانیه خیابان موحد دانش سه راه نسترن
6. منطقه برق نیاوران واقع در بزرگراه ارتش میدان اقدسیه(اراج) خیابان نارنجستان هفتم جنب مرکز خرید پارک سنتر

#### محدوده شمال‌غرب
1. منطقه برق بیهقی واقع در خیابان گاندی کوچه نوزدهم
2. منطقه برق سعادت‌آباد واقع در شهرک غرب خیابان فرحزادی نبش ساختمان میلاد نور
3. منطقه برق قدس واقع در خیابان آیت‌الله کاشانی نبش جنت آباد
4. منطقه برق فردوسی واقع در خیابان طالقانی بهار شمالی نبش کوچه ورزنده پلاک ۱۹۰
5. منطقه برق آزادی واقع در بلوار دهکده المپیک نرسیده به میدان المپیک خ ۲۷ پلاک ۴
6. منطقه برق دانشگاه واقع در خیابان آیت الله کاشانی  ایستگاه با صفا

#### محدوده جنوب‌شرق
1. منطقه برق۱۷ شهریور واقع در میدان شهدا خیابان پیروزی روبروی قنادی خوشه
2. منطقه برق افسریه واقع در بزرگراه شهید محلاتی نبش مخبر جنوبی
3. منطقه برق بعثت واقع در خیابان خاوران روبروی ترمینال خاوران
4. منطقه برق مولوی واقع در شمال شرق میدان شهدا
5. منطقه برق خیام واقع در خیابان امام خمینی جنب ترمینال فیاض بخش

#### محدوده جنوب‌غرب
1. منطقه برق بهمن واقع در جنوب غرب میدان بهمن
2. منطقه برق سینا واقع در شهرک ولی عصر بلوار معلم خیابان حیدری شمالی روبروی دادسرا
3. منطقه برق رودکی واقع در خیابان قزوین نبش خیابان جرجانی
4. منطقه برق فارابی واقع در بزرگراه نواب نرسیده به خیابان امام خمینی خیابان شکوفه
5. منطقه برق سهروردی واقع در خیابان آزادی خیابان میمنت خیابان طوس

محدوده‌های برق شهر تهران با منطقه برق رودهن، منطقه برق شهرستان دماوند، منطقه برق اسلام‌شهر و منطقه برق غرب استان تهران هم‌مرز هستند.

## تأسیسات
بر اساس آمار منتشر شده از طرف شرکت توزیع برق تهران بزرگ این شرکت در سال ۱۳۹۲ دارای ۸۲۹۳ کیلومتر شبکه فشار متوسط، ۲۱۵۷۱ کیلومتر شبکه فشار ضعیف، ۵۱۸۴ دستگاه پست توزیع برق هوایی و ۱۰۸۷۸ دستگاه پست توزیع برق زمینی بوده‌است.

## نیروی انسانی
در همین سال شرکت توزیع دارای ۳۱۵۲ نفر نیروی انسانی رسمی و پیمانی بوده که این تعداد را ۱۸۶۸ نفر نیروی رسمی و ۱۲۸۴ نفر نیروی پیمانی تشکیل داده‌اند. در میان نیروی انسانی رسمی تعداد زن‌ها ۳۵۳ نفر و مردها ۱۵۱۵ نفر گزارش شده‌است.